# Kaofu

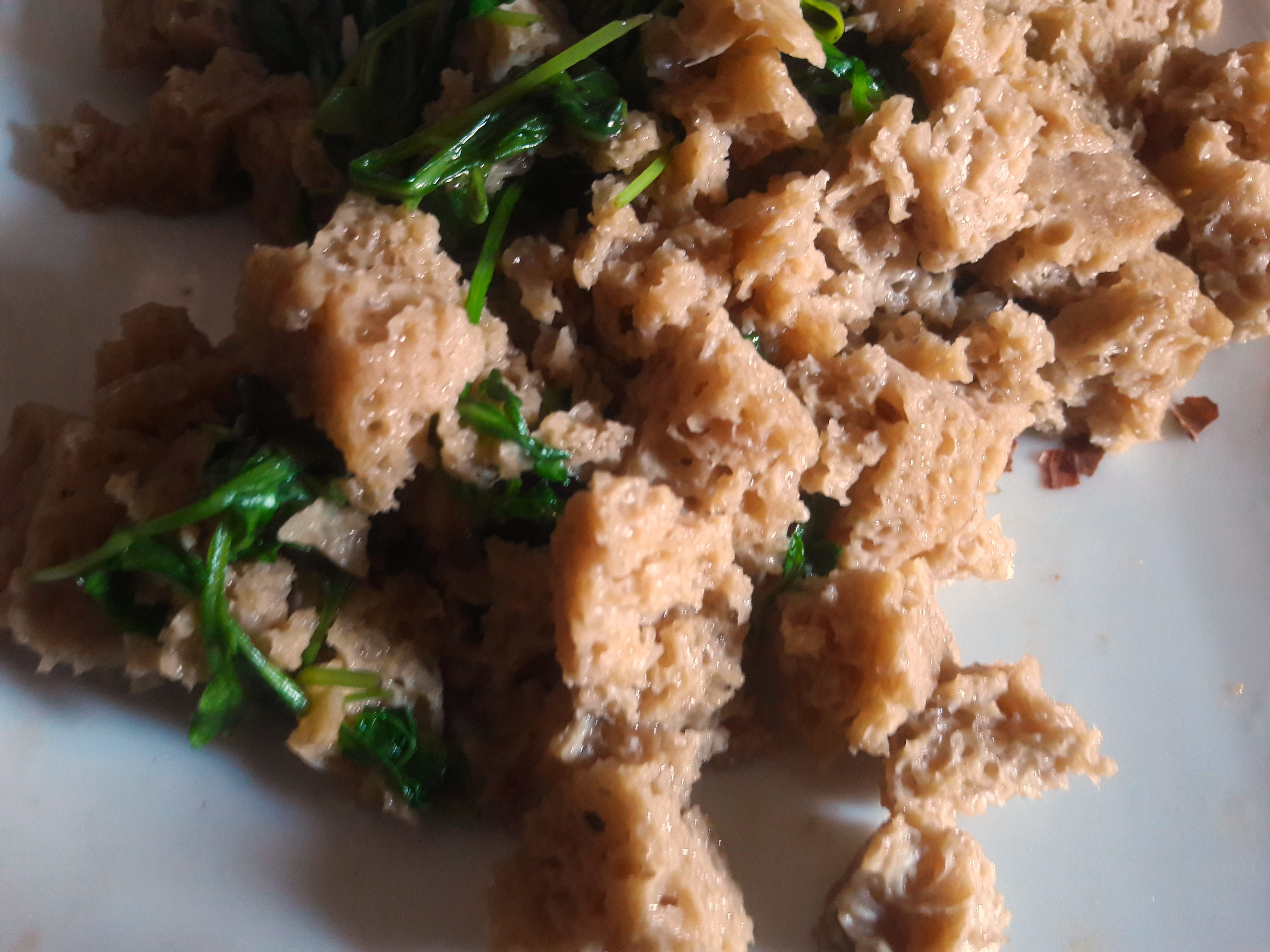
Kaofu préparé

Le kaofu (chinois simplifié : 烤麸 ; chinois traditionnel : 烤麩 ; pinyin : kǎofū) est un produit alimentaire végétal chinois à base de gluten, il est proche du seitan. Il est notamment consommé par les végétaliens du monde chinois, notamment par les moines des religions chinoises que sont le bouddhisme chan (connu en japonais sous le nom de zen) ou le taoïsme.